# 짐 베라로스
짐 베라로스(Jim Verraros, 1983년 2월 8일 ~ )는 미국의 가수이자 배우이다. 《아메리칸 아이돌》 시즌1에 톱10에 들었다. 부모님이 청각 장애인이기 때문에 미국 수화가 능통하다.

## 출연 작품
- 이팅 아웃 (2004) - 카일 (Kyle)
- 이팅 아웃 2 (2006) - 카일 (Kyle)
- 어나더 게이 무비 2 (2008) - 성직자 (Priest)